# Русиновци
Русиновци (болг. Русиновци) — село в Болгарии. Находится в Габровской области, входит в общину Дряново. Население составляет 6 человек.

## Политическая ситуация
Русиновци подчиняется непосредственно общине и не имеет своего кмета.
Кмет (мэр) общины Дряново — Иван Илиев Николов (независимый) по результатам выборов в правление общины.